# Chão de Maçãs

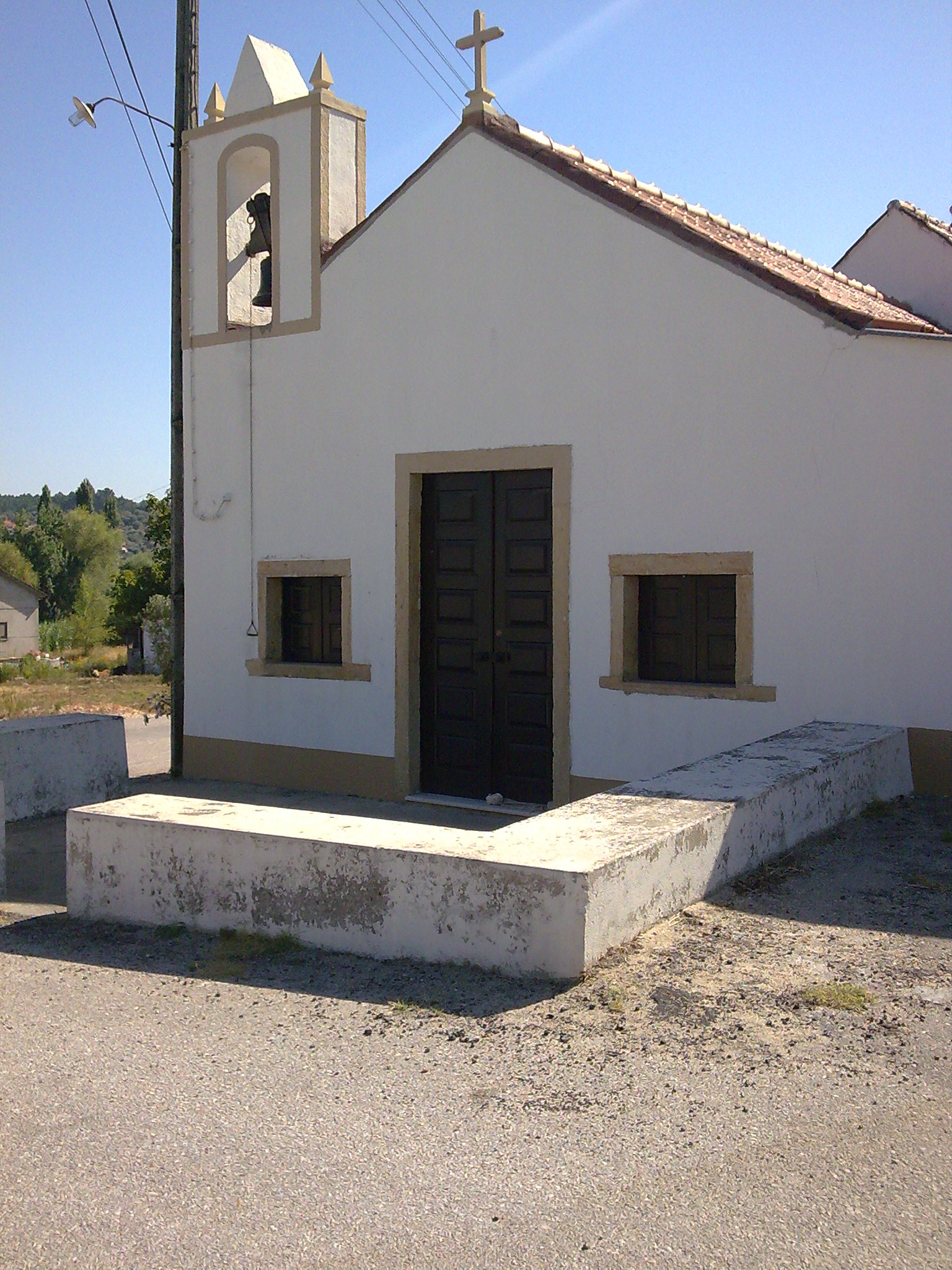
Capela de Santa Marta.

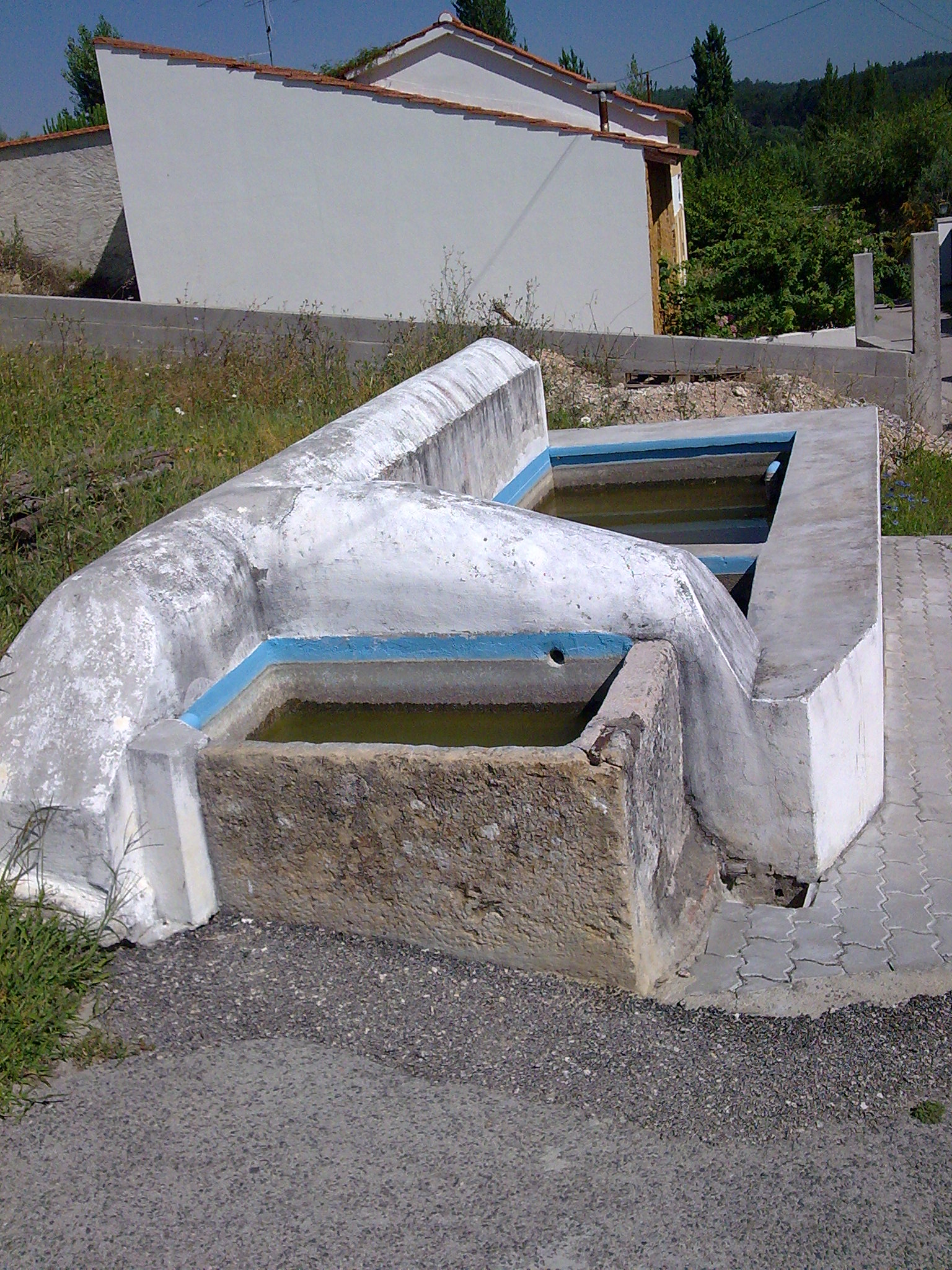
Lavadouro Público ("Tanque").

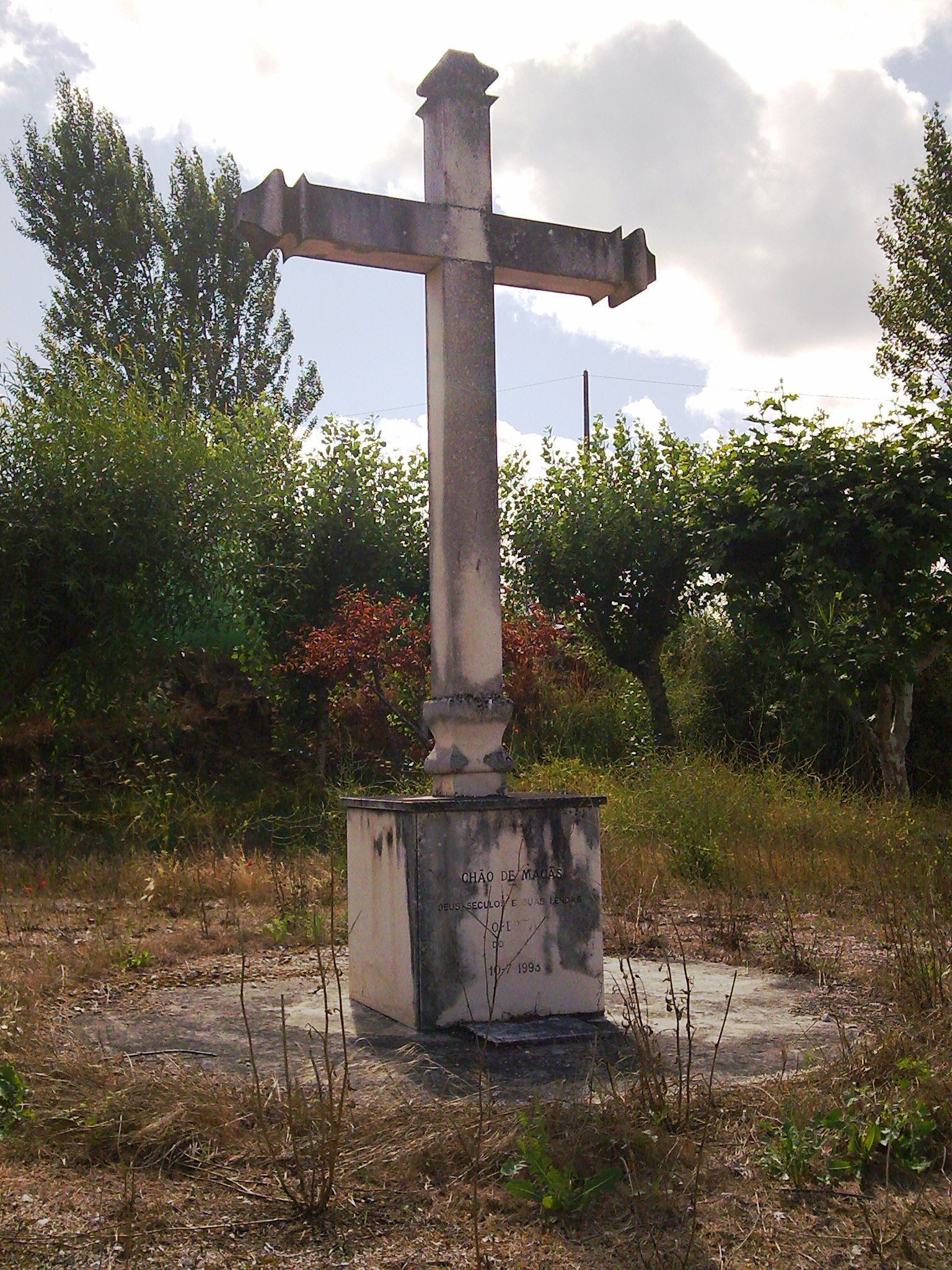
Cruzeiro de Chão de Maçãs.

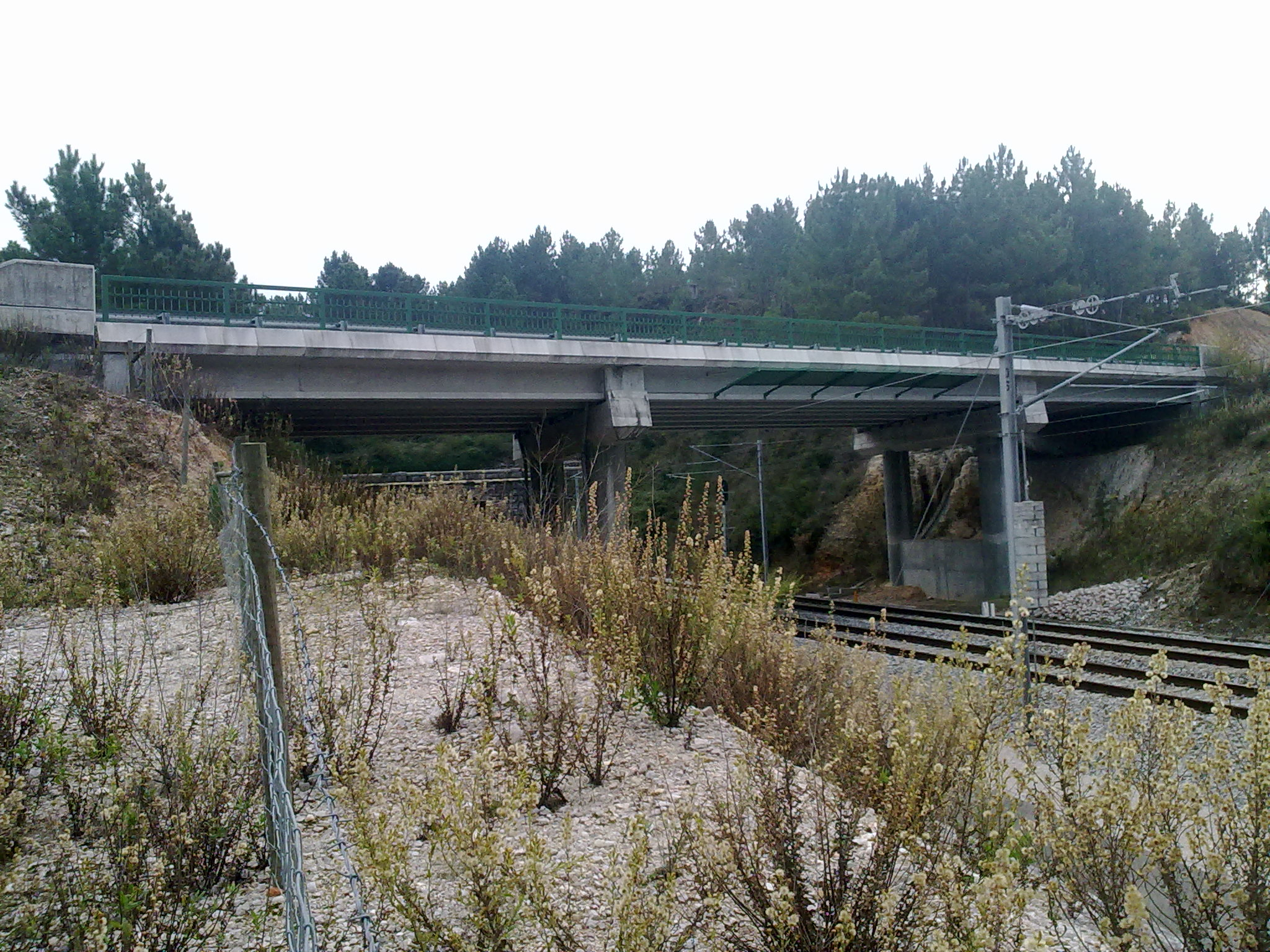
Viaduto de Chão de Maçãs.

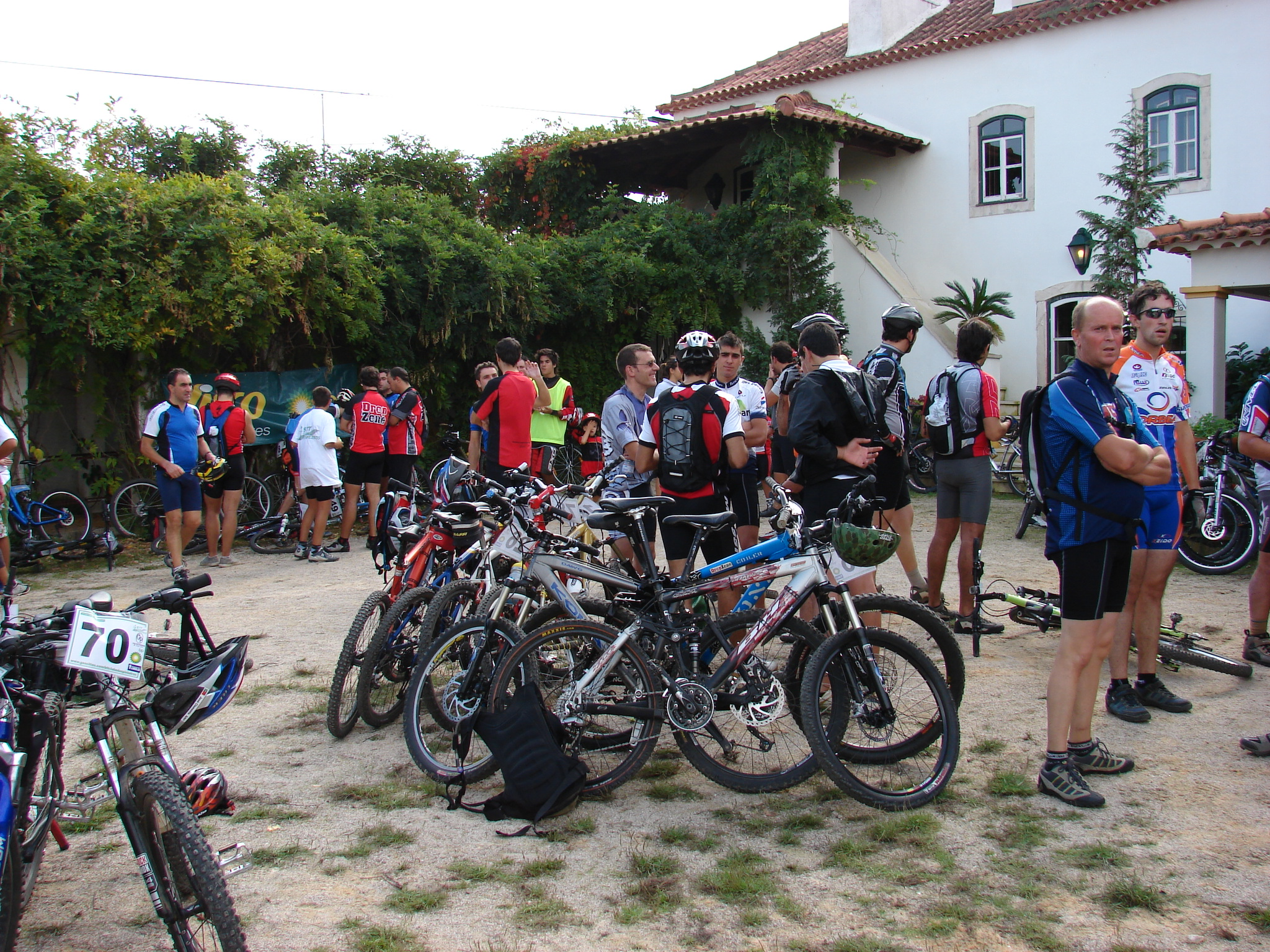
Passeio de BTT na aldeia.

Chão de Maçãs (em português:  arcaico Cham de Massans), é uma pequena aldeia no Distrito de Santarém, Portugal. Tem como curiosidade principal o facto de pertencer a dois municípios: o de Tomar e o de Ourém. pelo facto de estar "dividida a meio" por uma estrada que serve de limite entre os dois municípios. É portanto uma aldeia que pertence a duas freguesias: Seiça e Sabacheira, a dois municípioss, Ourém e Tomar, no Distrito de Santarém.

## Geografia
Passa por esta localidade a principal linha ferroviária do país, a linha do Norte, que liga Lisboa ao Porto. Por esse motivo foram construídas, em 1864, duas obras ferroviárias. O túnel de Chão de Maçãs e a ponte ferroviária de Seiça, na localidade de Seiça, Ourém. Foram consideradas na época (1864) como importantes obras de arte. O túnel tem um comprimento aproximado de 650 metros, a ponte tem cerca de 90 metros.
A travessia rodoviária e pedonal sobre a linha ferroviária fazia-se, por uma passagem de nível com guarda que foi desactivada no dia 10 de Julho de 2004 pelas 24 horas. Depois desta data o tráfego passou-se a fazer por duas alternativas desniveladas construídas para o efeito:
- Uma passagem superior sobre a linha ferroviária ao km 131,095, cerca de 300 metros para Sul
- Uma passagem inferior pedonal sob a linha ferroviária ao km 131,494.

Passa por esta localidade a estrada nacional EN113-1, que liga a localidade de Chão de Maçãs (Gare) a Ourém, sendo uma alternativa à estrada nacional EN113.
A aldeia é limitada a Norte e a Oeste pela freguesia de Seiça. É banhada a Norte pela Ribeira de Seiça, que é afluente do Rio Nabão e este do Rio Zêzere.

## Património
- Capela de Santa Marta[4]
- Chafariz
- Lavadouro público
- Cruzeiro de pedra
- Túnel de Chão de Maçãs[5]
- Viaduto de Chão de Maçãs

## Lendas
Segundo habitantes da aldeia, existem pelo menos duas lendas acerca do nome da aldeia, que podem explicar a sua origem. Diz a primeira que outrora, este local era habitado ou visitado frequentemente por um vendedor de maçãs que se chamava João. Daí surgiu o nome João das Maçãs que deu em Chão de Maçãs. A segunda defende que foi numa visita que El Rei, passando pela centenária aldeia (antes ponto de paragem e dormida dos prisioneiros em viagem entre Lisboa e Porto) e vendo as enormes extensões de macieiras plantadas e seus frutos cobrindo o solo, terá afirmado estar perante um verdadeiro "chão de maçãs".
Outras lendas existem sobre a aldeia, como está inscrito no seu cruzeiro: "Chão de Maçãs, seus séculos e suas lendas".

## Turismo
A aldeia acolhe actualmente a Casa dos Pinheiros - Turismo Rural, uma das três "casas de charme" do concelho de Ourém, a qual é valorizada pelos extensos terrenos do engenho (legado da família Pinheiro passado de geração em geração) e a situação geográfica privilegiada entre a estação "Chão de Maçãs - Gare" e as cidades de Tomar e Fátima.[parcial?]

## Desporto
Apesar da sua dimensão foi, desde 2005 até Janeiro de 2010, sede de um dos mais antigos grupos organizadores de eventos BTT do concelho: o BTT Clube dos Pinheiros, que organiza entre dois a três eventos por ano com partida ou passagem obrigatória pelo coração da aldeia.